# Mesopodagrion yachowensis
Mesopodagrion yachowensis là loài chuồn chuồn trong họ Megapodagrionidae. Loài này được Chao mô tả khoa học đầu tiên năm 1953.